# Donald Wills Douglas, Sr.
Pour les articles homonymes, voir Donald Douglas et Douglas.
Donald Wills Douglas Sr, né le 6 avril 1892 et mort le 1er février 1981 , est le fondateur de la société Douglas Aircraft Company. Avec cette société, il lance les avions DC (Douglas Commercial, DC-3, DC-9...) et fut un participant du développement de l’aviation commerciale et livra jusqu'à la fin des années 1960 des avions pour l’US Navy et l’USAF.
Il fut au départ fasciné par les navires et s’engagea comme ses frères à l’Académie navale d'Annapolis dans le Maryland, États-Unis. Là, il découvrit les aéroplanes, et dès l’ouverture de la classe d’ingénieur aéronautique au Massachusetts Institute of Technology (MIT), il décida de participer à ces cours.
Dès sa sortie du MIT, il travailla en tant qu’ingénieur pour l’United States Army Air Service qu'il quitta pour la Glenn L. Martin Company, où il participa en tant que chef ingénieur sur le projet MB-1 (Martin Bomber 1). Ce fut le premier bombardier conçu et construit pour les besoins de l'USAAS — avant la Première Guerre mondiale, tous les bombardiers provenaient de constructeurs étrangers et principalement français et anglais. Par une ironie du sort, le design du MB-1 fut accepté par l’Armée alors que ses projets précédents, quand il travailla pour l’US Army Signal Corps, furent tous refusés.

## Note et référence
1. ↑  Yene, McDonnell Douglas, p. 6.

## Sources
- (en) Bill Yene, McDonnell Douglas — A Tale of Two Giants, Crescent Books  (ISBN 0-517-44287-6)